# Villar Perosa
Villar Perosa (Li Vialar auf Okzitanisch, Piemontesisch ël Vilar ëd Perouza) ist eine Gemeinde in der italienischen Metropolitanstadt Turin (TO), Region Piemont.

## Lage und Einwohner
Villar Perosa liegt etwa 40 km südwestlich von Turin. Das Gemeindegebiet umfasst eine Fläche von 11 km² und hat 3855 Einwohner (Stand 31. Dezember 2023). Es befindet sich in einem der drei Waldensertäler, dem Val Chisone, und ist Teil der Verwaltungsgemeinschaft Comunità Montana Valli Chisone e Germanasca. Die Nachbargemeinden sind Pinasca, San Pietro Val Lemina, Inverso Pinasca, San Germano Chisone und Porte.

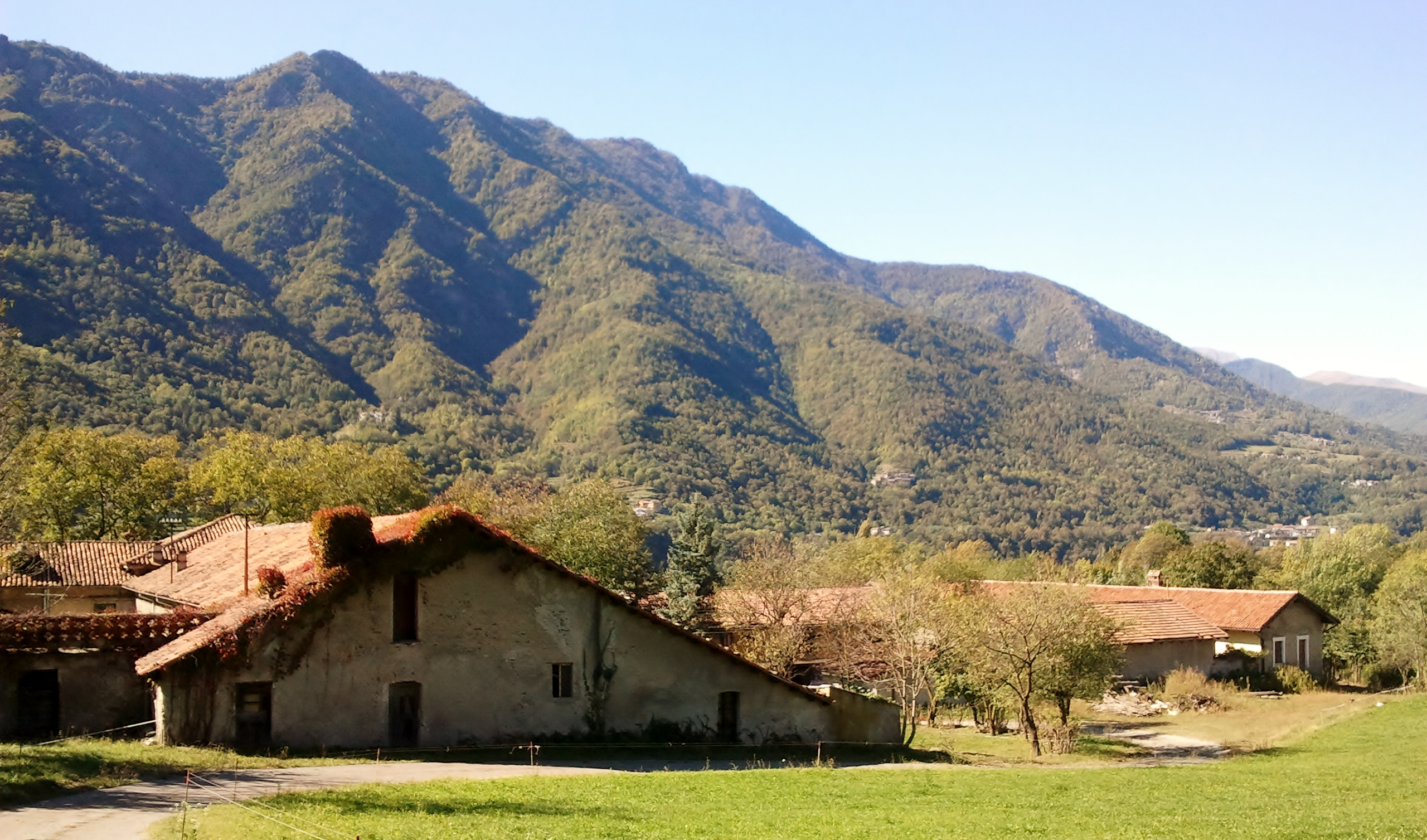
Villar Perosa

## Geschichte

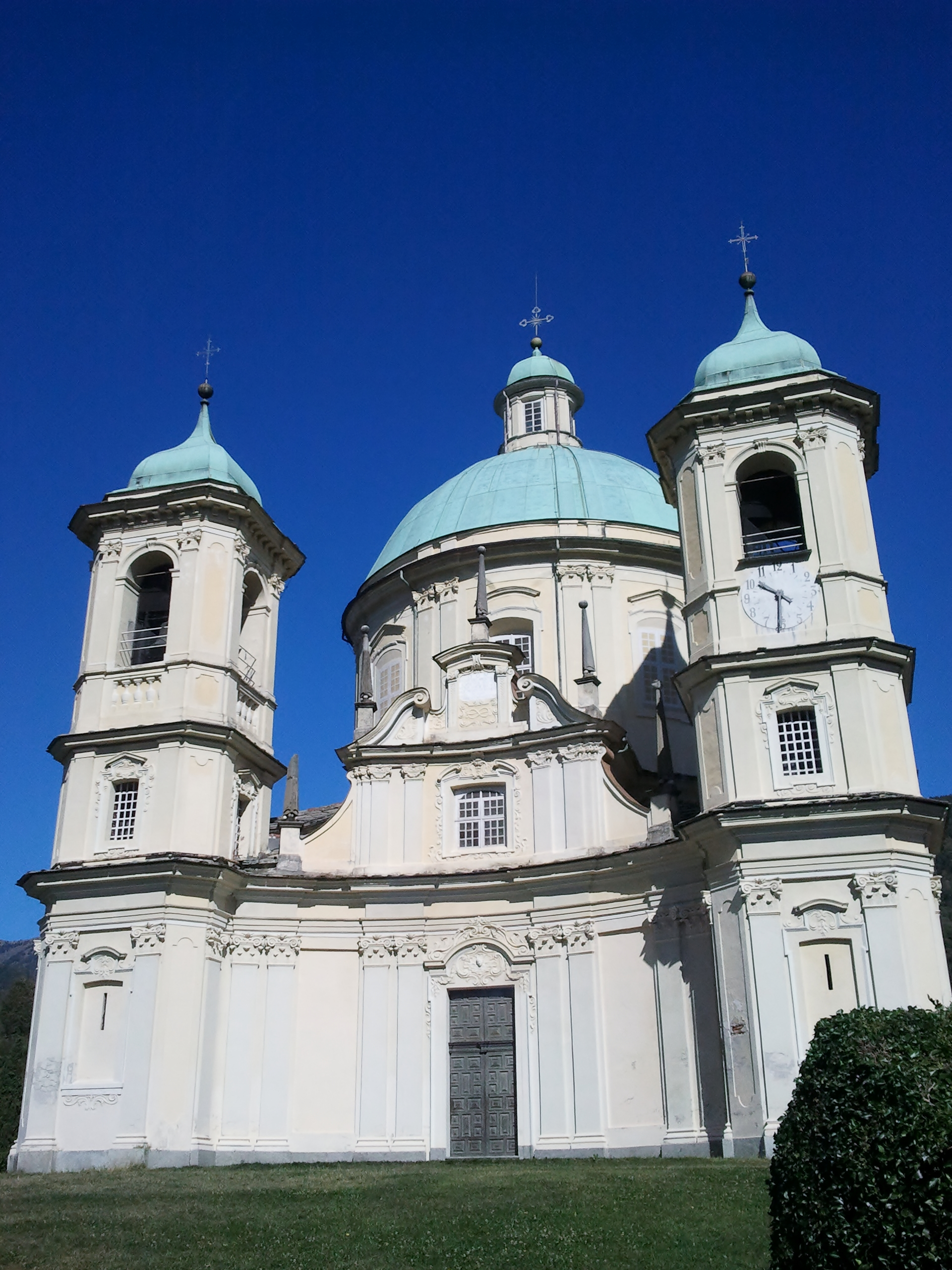
Kirche San Pietro

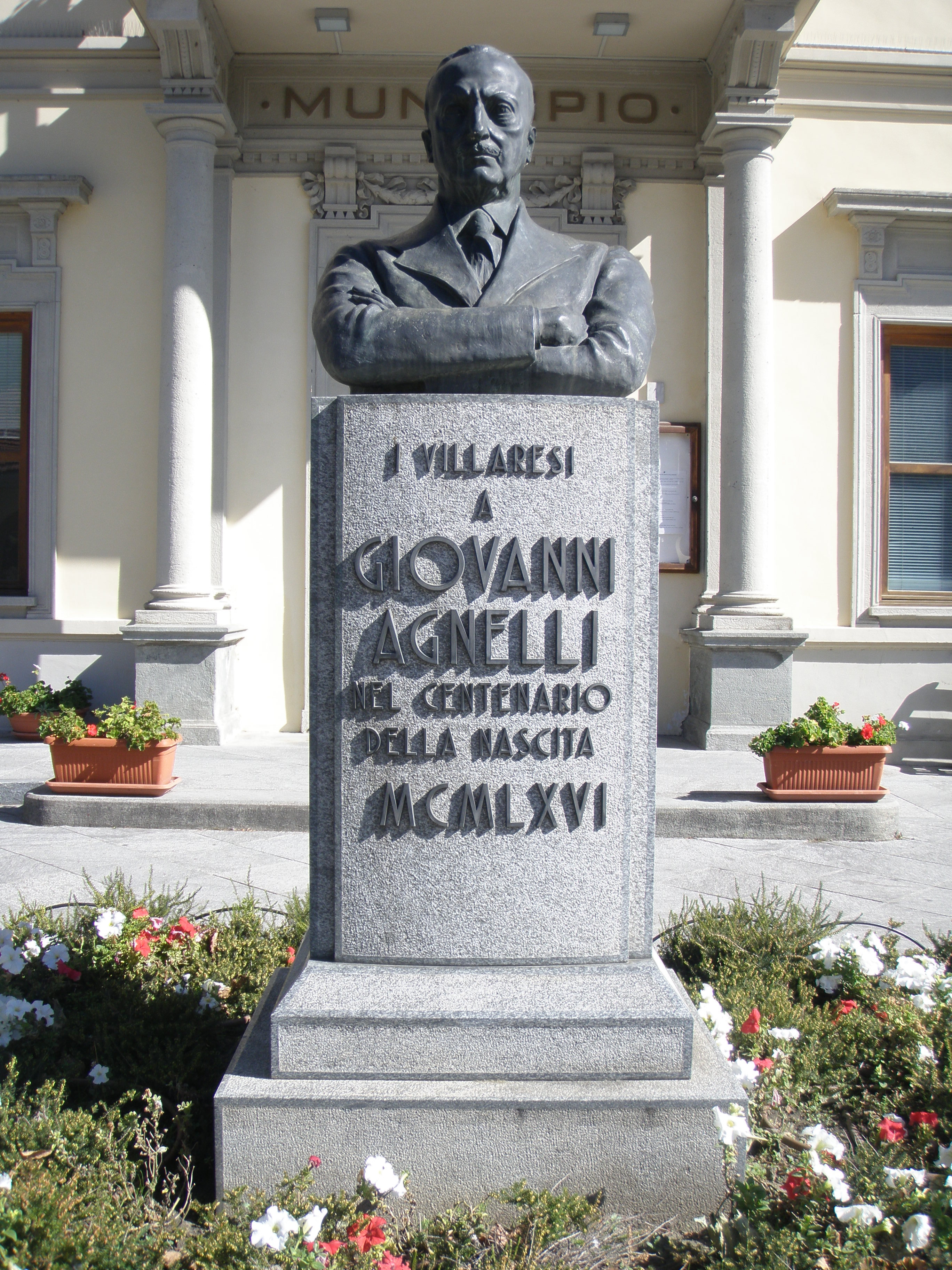
Denkmal von Giovanni Agnelli

Die Gräfin Adelaide, Marquise von Susa und Turin und Witwe von Oddone von Savoyen, Sohn von Umberto Biancamano, die am 8. September 1064 im Dorf Verano in Pinerolo die Abtei (später Abbadia di S.Maria) gründete, schenkte ihr die Hälfte von Villar. „Medietatem... de Villare“ mit einem ersten Akt, dem ein weiterer im Jahr 1078 abgetreten wurde die restlichen Rechte an der Ortschaft liegen beim Abt von S. Maria.
Von Villar Pynoasche, dem Namen von Villar in der ältesten Form, gingen wir zu neueren Begriffen wie Villario Vallis Perusie und schließlich Villaris Peruxie über. Villar war Teil des unteren Val Chisone, genannt Val di Perosa, einem Gebiet, das sich von Porte bis Bec Dauphin oberhalb von Perosa erstreckte. In Perosa residierte auch der Kastellan, von dem Villar abhängig war, und das Joch war doppelt, nämlich das des Abtes und das der Savoyer, an die das Volk von Villar Zehnten, Zölle, Raupen und Futter für die Miliz zahlen musste.
Im Jahr 1208 wurde in Villar die erste Kirche gebaut, die dem Heiligen Petrus geweiht war. Im Jahr 1235 ging das gesamte untere Val Chisone unter Beibehaltung besonderer Privilegien für die Äbte zunächst an die Familie Savoyen und 1259 an den Zweig Savoy Acaia über. Im Jahr 1536 kam es zur ersten französischen Herrschaft, die 1574 endete. Als die weltliche Herrschaft der Äbte schwand, nahte die zweite französische Herrschaft.
Im Jahr 1630 besetzte Kardinal Richelieu an der Spitze der französischen Truppen Pinerolo und alle Städte im Val Chisone auf der orographischen linken Seite des Baches gingen an Frankreich über; das rechte Ufer verbleibt bei den Herzögen von Savoyen. Unterdessen erhebt sich in Frankreich Ludwig XIV., der Sonnenkönig, Symbol des königlichen Absolutismus. Europa vereinte sich gegen Frankreich, zunächst im Augsburger Bund im Jahr 1688 und dann im Großen Bündnis im Jahr 1690, dem sich Amadeus von Savoyen anschloss, um die französische Vorherrschaft auszurotten. Der Krieg brach 1691 aus und 1693 schlug Marschall Nicolas de Catinat sein Lager in Villar Perosa auf. Im Friedensvertrag von 1696 erlangte der Herzog sein Herzogtum zurück und Villar kehrte an Vittorio Amedeo von Savoyen zurück. Der Krieg entbrannte 1701 erneut und endete erst 1706 mit der Opferung von Pietro Micca.
Flüchtlinge aus Villar Perosa gründeten ab 1689 in Baden-Württemberg die Orte Großvillars und Kleinvillars, namentlich angelehnt an Villar Perosa. Die Gemeinde Oberderdingen, zu der Großvillars gehört, ist heute Partnergemeinde von Villar Perosa. 
Am 9. Juni 1700 belehnte der Herzog das von Perosa Argentina abhängige Gebiet an die Brüder Francesco, Giuseppe und Luigi Piccone von Ivrea, Herren des Mosso-Tals, und verlieh ihnen den Grafentitel. Im Jahr 1711 stand dort die Kirche S. Pietro. Auf Kosten der Familie Savoyen und mit Unterstützung des Grafen Piccone wurde die Pfarrkirche S. Pietro in Vincoli erbaut und am 26. September 1716 eingeweiht. Sie ist ein bemerkenswertes Beispiel piemontesischer Barockarchitektur, die in gewisser Weise an die Realität erinnert Basilika von Superga. Gleichzeitig mit der Kirche und unweit des bestehenden alten Turms, Zeuge des Festungshauses, das Ende des 16. Jahrhunderts abgerissen wurde, ließen die Grafen ihr Wohnhaus errichten oder umbauen, die heutige Villa Agnelli, ein weiteres Juwel des piemontesischen Barocks, das in seiner Fassade an den Palazzo Madama von Turin erinnert.
Im Jahr 1760 verkaufte Graf Piccone sein Lehen und seinen Titel an Gian Giacomo Gamba di Maretto (Asti), dessen Familie mit seiner Tochter Polissena, der Frau von Giuseppe Antonio Turinetti, Marquis von Priero (Cuneo), ausstarb.
Die erste Maschinenpistole der Welt, die Villar-Perosa M1915, wurde nach der Geburtsstadt ihres Produzenten Giovanni Agnelli, Eigentümer von Fiat, benannt.

## Kultur und Sehenswürdigkeiten
In der Gemeinde befindet sich die sommerliche Villa aus dem 18. Jahrhundert der Industriellenfamilie Agnelli, „Il Castello“ genannt. Das Anwesen ist über zwei Hektar groß und wird bis heute als einer der prächtigsten Sommerhäuser des Piemonts angesehen.

## Gemeindepartnerschaften
- Pizzoni, Kalabrien
- Oberderdingen, Baden-Württemberg.

## Söhne und Töchter
- Giovanni Agnelli (1866–1945), der Gründer von Fiat, wurde in Villar Perosa geboren. Er war Bürgermeister von 1895 bis 1945. Sein Enkel Gianni Agnelli war von 1945 bis 1980 Bürgermeister.